# Brahma Baba

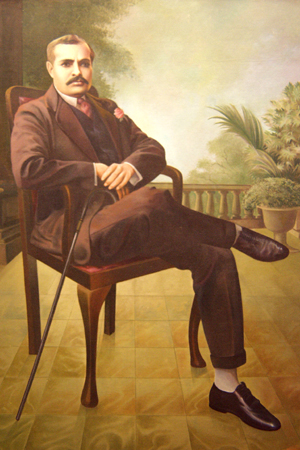
Lekhraj Kripalani

Brahma Baba (ur. w 1876, zm. w 1969) – imię duchowe Lekhraja Kripilaniego, założyciela ruchu Brahma Kumaris.

## Życiorys
Urodził się w wiosce niedaleko Hajdarabadu w prowincji Sindh w Indiach Brytyjskich w skromnej rodzinie nauczyciela wiejskiego wyznającej hinduizm. Był człowiekiem wykształconym i religijnym, abstynentem i wegetarianinem, posługiwał się językami sindhi, hindi i angielskim. Osiągnął sukces w  handlu diamentami, stając się biznesmenem, i filantropem. Był ojcem pięciorga dzieci.

## Droga duchowa
W 1936, w wieku 60 lat, zaczął doświadczać powtarzających się przypływu energii i wizji światła: ujrzał czteroramienną postać Wisznu. oraz bezcielesny Śiwa pojawiał mu się w wizjach jako dźjotibindu. Założył pod ich wpływem społeczność religijną Brahma Kumaris Iswariya Vishwa Vidyalaya początkowo składającej się z jego krewnych, sąsiadów i przyjaciół. W nauczaniu podkreślał znaczenie prostoty, równość wszystkich ludzi i kres kalijugi.
Duże znaczenie przykładał do społecznej pozycji indyjskich kobiet – co było wbrew ówczesnym zwyczajom i praktykom. Założył szkołę dla dziewcząt. W październiku 1937 powołał ośmioosobowy komitet zarządzający. W jego skład weszły wyłącznie kobiety, którym w lutym 1938 przekazał cały swój majątek i zarząd nad szkołą. Lekharadża nosił imię "Om Bama", a najbliższa uczennica "Om Radha", uczestniczki ruch "Brahma Kumaris", zaś uczestnicy "Brahma Kumaras" (Brahma Kumarowie).
W 1950, po uzyskaniu przez Indie niepodległości i oddzieleniu Pakistanu, Baba wraz z sangą przeniósł siedzibę ruchu z Karaczi do Radżastanu, gdzie aśram rozwija się nadal. W 1953 otworzono aśram w New Delhi. Ruch w 1964 spopularyzowała w Indiach objazdowa wystawa. Baba zmarł w 1969 roku, zanim powstały ośrodki w Londynie i Hongkongu.